# Uhalle
Uhalle (biał. Угалле; ros. Угалье) – wieś na Białorusi, w obwodzie mohylewskim, w rejonie mohylewskim, w sielsowiecie Wiendaraż, nad Arlanką.